# سینا خلیلی
سینا خلیلی (متولد ۸ خرداد ۱۳۸۵ در سوادکوه) کشتی‌گیر آزادکار اهل ایران است.

## فعالیت حرفه‌ای ورزشی

### قهرمانی نوجوانان جهان ۲۰۲۳
در رقابت‌هاى وزن ۶۵ کیلوگرم، سینا خلیلی در دور اول با نتیجه ۱۱بر صفر ساموئل سدلاک از اسلواکی را مغلوب کرد. وی در دور دوم با نتیجه ۵ بر ۱ ولادیمیر آزاریان از ارمنستان را از پیش رو برداشت. وی در دور سوم با نتیجه ۱۱ بر ۲ میرزاآقا آخوندوف از آذربایجان را شکست داد و به مرحله نیمه نهایی راه یافت. خلیلی در این دیدار با نتیجه ۸ بر ۲ مانوئل واگین از آلمان را مغلوب کرد و به دیدار فینال راه یافت و در دیدار پايانى با نتیجه ۱۰ بر صفر ماگومدعلی باخراچیف از روسیه را از پیش رو برداشت و به مدال طلا دست یافت. 

### قهرمانی نوجوانان آسیا ۲۰۲۳
در وزن ۶۵ کیلوگرم سینا خلیلی در دور اول با نتیجه ۱۱ بر ۴ محمد عبدال از پاکستان را مغلوب کرد. وی در دور بعد با نتیجه ۱۲ بر صفر یوساکو تسوجیتا از ژاپن را مغلوب کرد و به مرحله نیمه نهایی راه یافت. خلیلی در این مرحله با نتیجه ۱۱ بر صفر سورابه از هند را از پیش‌ رو برداشت و به دیدار فینال راه یافت. وی در این دیدار با نتیجه ۸ بر ۳ از سد  رستم جان کاخاروف از قرقیزستان گذشت و به مدال طلا دست یافت.

### جام بین المللی تختی ۲۰۲۴
سینا خلیلی با غلبه بر کیان محمودجانلو در فینال دسته ۷۰ کیلوگرم موفق به کسب مدال طلای مسابقات جام بین المللی تختی ۲۰۲۴ شد.

### قهرمانی بزرگسالان جهان ۲۰۲۴
در وزن ۷۰ کیلوگرم که سینا خلیلی به دلیل مصدومیت امیرمحمد یزدانی جایگزین او شده بود، در دور نخست نوریان اسکرابین از بلاروس را ۱۰ بر صفر شکست داد.وی در دور بعد علیبک عثمانوف از قرقیزستان را 
با نتیجه ۱۰ بر صفر مغلوب کرد.خلیلی در سومین مبارزه و در مرحله یک‌چهارم نهایی با نتیجه ۶ بر ۵ مقابل عبدالمجید کودیف کشتی‌گیر روسی الاصل تاجیکستان شکست خورد و با توجه به شکست  رقیب خود در مرحله بعد، از دور مسابقات کنار رفت.

### قهرمانی کشتی آسیا ۲۰۲۵
در وزن ۷۰ کیلوگرم سینا خلیلی پس از استراحت در دور اول در دور دوم با نتیجه ۴۴ بر ۲ مغلوب ویکتور راسادین کشتی گیر روسی الاصل و نایب قهرمان آسیا از تاجیکستان شد و با توجه به حضور حریفش در دیدار فینال، به گروه بازنده ها رفت. خلیلی در این گروه با نتیجه ۱۰ بر صفر زیاد مصلاح از اردن را مغلوب کرد و به دیدار رده بندی راه یافت. وی در این دیدار با نتیجه ۹ بر ۲ و ضربه فنی تومور-اچیر تولگا دارنده مدال برنز جهان و قهرمان بازی های آسیایی از مغلوستان را از پیش رو برداشت و به مدال برنز دست یافت.